# The Nexus
«The Nexus» — другий студійний альбом шведського павер-металкор-гурту Amaranthe. Реліз відбувся 19 березня 2013. Останній альбом із гроулінгом Андреаса Сольвестрома.

## Список композицій
Автор слів Олоф Морк, Еліз Рюд та Джейк І. Лундберг, автор музики Олоф Морк, Еліз Рюд та Джейк І. Лундберг, окрім вказаних. 
| #   | Назва                  | Тривалість |
| --- | ---------------------- | ---------- |
| 1.  | «Afterlife»            | 3:15       |
| 2.  | «Invincible»           | 3:11       |
| 3.  | «The Nexus»            | 3:16       |
| 4.  | «Theory of Everything» | 3:35       |
| 5.  | «Stardust»             | 3:09       |
| 6.  | «Burn with Me»         | 4:01       |
| 7.  | «Mechanical Illusion»  | 4:01       |
| 8.  | «Razorblade»           | 3:05       |
| 9.  | «Future on Hold»       | 3:17       |
| 10. | «Electroheart»         | 3:48       |
| 11. | «Transhuman»           | 3:55       |
| 12. | «Infinity»             | 3:05       |

| Японські бонусні треки | Японські бонусні треки    | Японські бонусні треки              | Японські бонусні треки           | Японські бонусні треки |
| #                      | Назва                     | Автор слів                          | Автор музики                     | Тривалість             |
| ---------------------- | ------------------------- | ----------------------------------- | -------------------------------- | ---------------------- |
| 13.                    | «Burn with Me» (acoustic) |                                     |                                  | 3:52                   |
| 14.                    | «Hunger» (acoustic)       | Mörck, Lundberg, Andreas Solveström | Mörck, Lundberg, Ryd, Solveström | 3:22                   |

| Бонусні треки Діджіпаку | Бонусні треки Діджіпаку                   | Бонусні треки Діджіпаку | Бонусні треки Діджіпаку | Бонусні треки Діджіпаку |
| #                       | Назва                                     | Автор слів              | Автор музики            | Тривалість              |
| ----------------------- | ----------------------------------------- | ----------------------- | ----------------------- | ----------------------- |
| 13.                     | «Afterlife» (acoustic)                    |                         |                         | 3:14                    |
| 14.                     | «Leave Everything Behind» (early version) | Mörck, Lundberg         | Mörck, Lundberg         | 3:18                    |

| Бонусні треки iTunes | Бонусні треки iTunes | Бонусні треки iTunes |
| #                    | Назва                | Тривалість           |
| -------------------- | -------------------- | -------------------- |
| 13.                  | «Hunger» (remix)     | 3:17                 |

| Відео | Відео                                            | Відео      |
| #     | Назва                                            | Тривалість |
| ----- | ------------------------------------------------ | ---------- |
| 14.   | «The Nexus» (Video)                              |            |
| 15.   | «1,000,000 Lightyears» (Live Video)              |            |
| 16.   | «The Making of "The Nexus"» (Studio Documentary) |            |

## Учасники запису
- Еліз Рюд — чистий жіночий вокал
- Джейк І. Лундберг — чистий чоловічий вокал
- Андреас Сольвестром — гроулінг
- Олоф Морк — гітара, клавішні
- Йоган Андреассен — бас-гітара
- Мортен Лове Сорен — ударні

## Чарти
| Чарт (2013)                     | Місце |
| ------------------------------- | ----- |
| Belgian Albums Chart (Валлонія) | 192   |
| Finnish Albums Chart            | 4     |
| Japanese Albums Chart           | 31    |
| Swedish Albums Chart            | 6     |
| Swiss Albums Chart              | 90    |
| UK Rock Chart                   | 17    |
| US Heatseeker Albums            | 12    |

## Історія релізів
| Країна    | Дата            |
| --------- | --------------- |
| Японія    | 13 березня 2013 |
| Швеція    | 20 березня 2013 |
| Фінляндія | 22 березня 2013 |
| Німеччина | 22 березня 2013 |
| Британія  | 25 березня 2013 |
| США       | 26 березня 2013 |